# لغلان (هوراند)
لغلان یکی از روستاهای استان آذربایجان شرقی است که در دهستان دودانگه بخش مرکزی شهرستان هوراند واقع شده‌است. این روستا ۲۷۹ نفر جمعیت دارد.